# هنی پنی

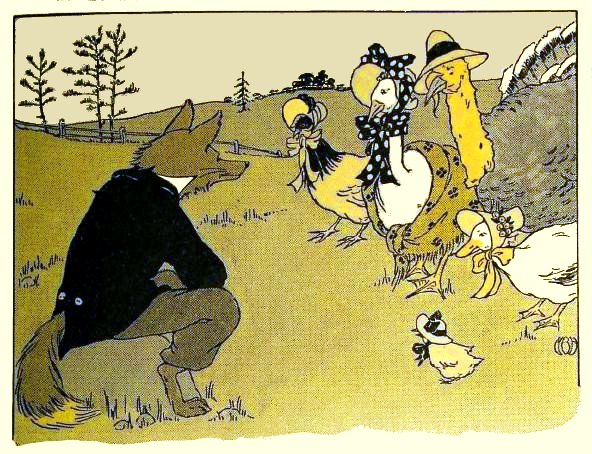
نگاره‌ای از چاپ این داستان مربوط به ۱۹۱۶ میلادی، نیویورک.

هنی پنی (به انگلیسی: Henny Penny)، یا چیکن لیکن (به انگلیسی: Chicken Licken) یا جوجه کوچولو (به انگلیسی: Chicken Little)، داستان فولکلوری است درباره جوجه‌ای که فکر می‌کند دنیا دارد به پایان می‌رسد. اصطلاح «آسمان دارد می‌افتد!» (به انگلیسی: The sky is falling!)نیز از این داستان به زبان انگلیسی وارد شده و اصطلاحی است که اعتقادی هیستری مانند یا اشتباه را درباره وقوع فاجعه‌ای حتمی نشان می‌دهد. پیشینه نسخه‌هایی از این داستان به بیش از ۲۵ سده پیش می‌رسد و از رسانه‌های گوناگونی تاکنون بازگو شده‌است. از روی آن اقتباس‌های سینمایی و انیمیشنی گوناگونی ساخته شده‌است.

## داستان

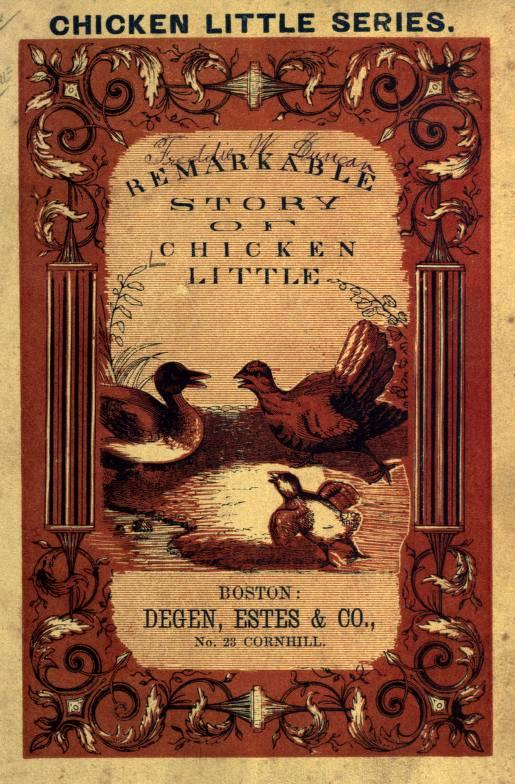
نگاره‌ای از چاپ این داستان مربوط به ۱۹۸۵ میلادی، بوستون.

نسخه‌های گوناگونی از آن در فرهنگ غرب وجود دارد. در یکی از مشهورترین این نسخه‌ها چنین آمده‌است که پس از افتادن دانه بلوطی بر سر یک جوجه، او معتقد می‌شود که آسمان در حال افتادن است. او تصمیم می‌گیرد که این خبر هولناک را به شاه بگوید و به همین دلیل عازم سفری برای دیدن شاه می‌شود و در راه با بیان داستان خود تعدادی دیگر از ماکیان را با خود همراه می‌کند. پس از این پایان‌های مختلفی در نسخه‌های گوناگون آن آمده‌است. در یکی از مشهورترین این نسخه‌ها آمده که روباهی آن‌ها را می‌بیند و به خانه‌اش دعوت می‌کند و سپس آن‌ها را یکی‌یکی می‌خورد. در نسخه‌ای دیگر، کوکی لوکی (Cocky Lockey) به جوجه خبر می‌دهد و او از دست روباه فرار می‌کند. در برخی نسخه‌های دیگر هم همگی از چنگ روباه فرار می‌کنند و خبر را به شاه می‌گویند.
در بیشتر بازگویی‌ها، حیوانات این داستان دارای نام‌های وزن‌دار همچون جوجه کوچولو (Chicken Little یا Chicken Licken)، هنی پنی (Henny Penny یا Hen-Len)، کوکی لوکی (Cocky Locky)، داکی لوکی (Ducky Lucky یا Ducky Daddles)، دریکی لیکی (Drakey Lakey)، گوسی لوسی (Goosey Loosey یا Goosey Poosey)، گاندر لاندر (Gander Lander)، تورکی لورکی (Turkey Lurkey) و فوکسی لوکسی (Foxy Loxy یا Foxy Woxy) هستند.
پیام اخلاقی داستان در نسخه‌های مختلف آن فرق دارد. در نسخه‌هایی که پایان خوشی دارند پیام بیشتر این است که اشکالی ندارد که جوجه باشی اما جوجه‌ای شجاع باش. در نسخه‌هایی که همگی بدست روباه خورده می‌شوند پیام این است که هرچیزی را که به تو می‌گویند باور مکن.